# Maureen F. McHugh

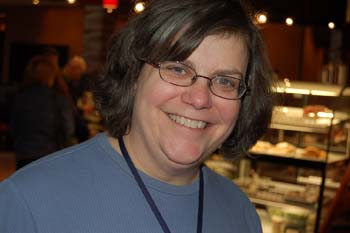
Maureen McHugh

Maureen F. McHugh (Ohio, 1959) is een Amerikaans sciencefictionschrijfster.
Ze studeerde Engelse literatuur aan de universiteit van New York en publiceerde haar eerste verhaal in 1989. Ondertussen heeft ze 4 romans op haar naam staan. China Mountain Zhang won de Locus Award voor beste eerste roman en kreeg nominaties voor de Hugo en Nebula Awards. In 1996 won ze de Hugo en de Locus voor haar kort verhaal The Lincoln Train (1995).
Op 11 november 2004 werd bij McHugh Hodgkinlymfoom, een goed te behandelen kanker, ontdekt. Ze houdt hierover een weblog bij.